# Marchagaz (kommunhuvudort)
Marchagaz är en kommunhuvudort i Spanien.   Den ligger i provinsen Provincia de Cáceres och regionen Extremadura, i den centrala delen av landet, 220 km väster om huvudstaden Madrid. Marchagaz ligger 519 meter över havet och antalet invånare är 281.
Terrängen runt Marchagaz är kuperad norrut, men söderut är den platt.Runt Marchagaz är det glesbefolkat, med 19 invånare per kvadratkilometer. Närmaste större samhälle är Casar de Palomero, 3,4 km nordost om Marchagaz. 